# 韋斯特伍德 (加利福尼亞州)
韋斯特伍德（英語：Westwood）是位於美國加利福尼亞州拉森縣的一個人口普查指定地區。

## 地理
韋斯特伍德的座標為40°18′22″N 121°00′21″W / 40.30611°N 121.00583°W，而該地最高點為海拔高度1563米（即5128英尺）。

## 人口
根據2010年美國人口普查的數據，韋斯特伍德的面積為14.270平方千米，當中陸地面積為14.079平方千米，而水域面積為0.191平方千米。當地共有人口1647人，而人口密度為每平方千米115人。